# Дубенский уезд
Ду́бенский уе́зд — административная единица в составе Волынской губернии Российской империи. Административный центр — город Дубно.

## История
Уезд образован в 1795 году в составе Волынского наместничества. В 1796 году уезд вошёл в состав Волынской губернии.
В Первую мировую войну на территории уезда велись боевые действия. К осени 1915 года уезд был занят австро-германским войсками. После окончания войны в 1921 году территория уезда согласно Рижскому договору вошла в состав Польши.

## География
Площадь уезда составляла 3483 кв. вёрст (или около 3964 км²).
На западе граничил с Владимир-Волынским, на севере — с Луцким, на северо-востоке — с Ровенским, на востоке — с Острожским и на юге Кременецким уездами Волынской губернии. Юго-западная часть уезда граничила с Австро-Венгрией.
Располагался в западной части губернии. Поверхность преимущественно холмистая, много гористых пространств. В уезд входили отроги Авратынской возвышенности. Наибольшая высота которых, около 335 м.
Главные реки уезда: Стыр (сплавная) по северо-западной части, Иква (сплавная) посередине уезда, Устье (приток Горыни).
Из равнин наиболее значительная в окрестностях с. Берестечко.

## Почвы и добычи
Почва территорий, находившихся в северо-западной и западной частях уезда состоит или исключительно из чернозёма, или из смеси его с небольшим количеством глины. В южной части почва глинистая с большою примесью мергеля, известного под местным названием «громьша».
Из ископаемых — кремни по р. Икве, мел, жерновой камень, ракушечный известняк. Около с. Дермани находится прекрасная глина. Янтарь находили около Дубно.
Под лесом было в 1882 году — 95 тыс. десятин. Породы: сосна — 43 %, дуб — 30 %, остальное — береза, ольха, осина и граб.

## Промышленность
В 1891 в Дубенском уезде было 2 черепичных, 11 кирпичных, 1 гончарный и 3 известковых завода. По уезду проходила Юго-Западная железная дорога протяженностью 109 верст.

## Население
По переписи в 1882 году в уезде насчитывалось всех жителей 158734 человек, в том числе:
| православные  | 129777 |
| иудеи         | 14586  |
| римо-католики | 9734   |
| Дворяне       | 3473   |
| мещане        | 15443  |
| крестьяне     | 125245 |
| прочие        | 14555  |

Согласно переписи населения Российской империи 1897 года в уезде проживало уже 195 058 человек. Из них 68,23 % — украинцы, 11,5 % — евреи, 6,54 % — поляки, 3,56 % — немцы, 4,25 % — русские, 5,29 % — чехи. Прирост населения за период с 1882 до 1898 год составил 36324 человека.
Главное занятие жителей — земледелие. Основные культуры: рожь, пшеница, овес, ячмень, гречиха, картофель, сах. свекла и табак. Развитое огородничество.

## Религия
В уезде имелось: монастырей — 2, церквей — 174, костелов — 7, каплиц — 13, лютеранская кирха, еврейских синагог — 7 и 27 молитвенных домов.

## Колонисты
Еврейская колония с 285 земледельцами. Немцев-поселенцев в — 2708, чешских поселков — 29; чехов-поселенцев в 1884 г. было 5768. Немцам и чехам принадлежало в 1882 г. 15969 десятин земли. Из колонистов (1883) только 802 состояли в иностранном подданстве.

## Административное деление
В административном отношении в начале XX века уезд разделялся на 17 волостей.
1. Берестечская волость
2. Боремельская волость
3. Будеражская волость
4. Варковичская волость
5. Дубенская волость
6. Княгининская волость
7. Козинская волость
8. Крупецкая волость
9. Малинская волость
10. Мизочская волость
11. Млыновская волость
12. Покащевская волость
13. Птичская волость
14. Сатиевская волость
15. Судобичская волость
16. Теслуговская волость
17. Ярославичская волость

## Источник
- Рудаков В. Е., Селиванов А. Ф. Дубно // Энциклопедический словарь Брокгауза и Ефрона : в 86 т. (82 т. и 4 доп.). — СПб., 1890—1907.